# Wolfgang Jacobi
Wolfgang Jacobi (Bergen auf Rügen, 25 oktober 1894 - München, 15 december 1972) was een Duitse componist en muziekpedagoog.

## Leven
Na de Eerste Wereldoorlog en zijn terugkeer uit de krijgsgevangenis begon hij te studeren aan de “Hogeschool voor muziek te Berlijn”. Na succesvolle beëindiging werd hij leraar in de muziektheorie aan het Berlijnse Klindworth-Scharwenka-conservatorium. Daarnaast had hij ook een job bij de Duitse radio-omroep. Gezien zijn vader van afkomst een Jood was, kreeg Wolfgang een beroepsverbod in 1933 omwille van de Rassenwetten van Neurenberg.  Daarom verhuisde hij naar Firenze in Italië.  Zijn droom kwam daar echter niet uit en hij was genoodzaakt om terug te keren naar München onder het mom van de innere Emigration.
Na de Tweede Wereldoorlog volgde hij een opleiding voor compositie, harmonieleer en contrapunt aan de “Hogeschool voor muziek en Theater in München”. Hij zette zich in voor de culturele opbouw na de oorlogstijd en was lid van meerdere culturele organisaties.  Hij engageerde zich ook om een muziekinteresse op te wekken bij de jeugd.  Hij was oprichter van de “Studio für Neue Musik” en werd voorzitter van het “Verbandes Münchner Tonkünstler”. Hij stierf in 1972 te München.

## Creaties
Zijn muzikale composities bevatten zowel instrumentale als vocale werken.  In zijn muziek zitten invloeden van Debussy, Paul Hindemith, Max Reger en Béla Bartók. Ook zitten er Italiaanse kenmerken in zijn muziek.  Op latere leeftijd componeerde hij werken voor accordeon.  Hoewel een accordeon in die tijd meestal werd aangezien als een volksinstrument creëerde Wolfgang als een van de eerste niet zo voor de hand liggende muziek voor dit instrument.  Zijn accordeon-composities vergde van de speler theoretische kennis.  Ook waren zijn werken eerder bedoeld om te spelen in conservatorium en concertzalen in plaats van als volksvermaak.  
Wolfgang Jacobi werd een voorname persoon nadat hij werd opgenomen in de Orde van Verdienste van de Bondsrepubliek Duitsland en de Beierse Orde van Verdienste. Ook werd hij erelid van het Duitse accordeonverbond.

## Werken
Hieronder volgt een overzicht van zijn meest bekende werken
- Konzert für Cembalo und Orchester op. 31
- Klavierkonzert Dialog für Klavier und Orchester op. 37
- Il Pianto della Vergine für Chor und Soli
- Trio für Violine, Violoncello und Klavier
- Sonate für Altsaxophon und Klavier
- Menschenmaulwurf für Chor, Sprecher, Bariton und Blasorchester
- Sonate für Bratsche und Klavier (1946)
- Divertimento für großes Orchester
- Die Jobsiade
- Divertessement pour Accordéon
- Französische Ouvertüre
- Sarabande und Allegro
- Zehn polyphone Stücke nach spanischen Volksliedern
- ”Symphonishe Suite für Accordeon-Orchester

- Biblioteca Nacional de España: XX1568389
- Gemeinsame Normdatei: 119220377
- International Standard Name Identifier: 0000 0001 1063 5905
- Library of Congress Control Number: nr95024016
- MusicBrainz: b3e17e34-0f68-4ada-a059-a842ff7fab25
- Nationale Bibliotheek van Tsjechië: mzk2007394901
- Nationale Bibliotheek van Israël: 987007296248405171
- Système universitaire de documentation: 260958123
- Virtual International Authority File: 54953274
- WorldCat: E39PBJbWxdPHqG36jm68pmgBT3